# Les Étoiles de Tupsar
Les Étoiles de Tupsar est un roman écrit par Armand Herscovici, paru pour la première fois en 2008. C'est le troisième tome de la série Mesopotamia.

## Résumé
Mesopotamia est une trilogie décrivant l'émergence de la civilisation en Mésopotamie.
Ce troisième tome se situe à l'apogée de Babylone du temps de Nabuchodonosor, vers 585 av. J.-C.
Tupsar un jeune garçon de sept ans décide qu'il sera astrologue. Son itinéraire nous fait découvrir l'astrologie, la tour de Babel, la vie, les fêtes et les conquêtes de Babylone.
Comme dans les deux précédents tomes, l’Œuf d’Obsidienne est le fil rouge de cet itinéraire.